# استاد 974
استاد 974 أو كما كان يعرف سابقاً استاد رأس أبو عبود هو ملعب كرة قدم في مدينة الدوحة في دولة قطر، يتسع لـ40,000 متفرج، افتتح في 30 نوفمبر 2021. أنشئ لإستضافة مباريات نهائيات مونديال 2022. وعلى غرار الملاعب الأخرى المخططة لنهائيات كأس العالم 2022، ستعمم تقنية حديثة لتبريد استاد 974 باستخدام الطاقة الشمسية ولها بصمة صفر الكربون وذلك من الستائر الموجودة فوق الملعب، ويمكن تفكيك الاستاد بالكامل واستخدامه في مشاريع أخرى مرتبطة بالرياضة وأخرى غير مرتبطة بالرياضة. بعد انتهاء البطولة سيقام في مكانه مشروع على الشاطئ المائي.
استخدم في بنائه حاويات السفن ومقاعد قابله للتفكيك، يعتبر الاستاد قليلة الكلفة ومن الممكن استخدام مكوناته في أعمال أخرى وهو نموذج جديد لإنشاء الاستادات. وقد سمي الملعب باسم 974 لسببين:
1. استخدم في بنائه 974 حاوية.
2. يرمز إلى مفتاح خط الهاتف الدولي لدولة قطر.

## التصميم والبناء
الاستاد هو واحد من ثمانية ملاعب حُولت لكأس العالم لكرة القدم في قطر 2022. بدأت عملية الشراء لتحويل الاستاد في عام 2017. وقد شارك في بناء الاستاد شركة HBK للمقاولات (HBK)، DCB-QA ،Time Qatar ،Fenwick Iribarren Architects (FI-A)، Schlaich Bergermann و Hilson Maron. بُني الاستاد على واجهة بحرية تبلغ مساحتها 450 ألف متر مربع ويقع على رعن اصطناعي. يتميز بتصميم معياري، ويتضمن الاستاد حاوية شحن معاد تدويرها،
تحتوي بعض الحاويات على مرافق الاستاد مثل الحمامات. سيتم في وقت لاحق تفكيك حاويات الشحن والمقاعد التي يستخدمها الاستاد وتقديمها كمساعدة للبلدان الأقل نموا في العالم؛ يُعد هذا الاستاد أول مكان مؤقت في تاريخ كأس العالم.

## التاريخ
سُمي الاستاد في البداية «ملعب راس أبو عبود»، خلال حفل الإطلاق في 20 نوفمبر 2021، وغُير اسم الملعب رسميًا إلى «استاد 974». استضافت مباراتها الأولى في 30 نوفمبر 2021 في يوم افتتاح كأس العرب 2021، بين الإمارات العربية المتحدة وسوريا. استضاف الملعب ست مباريات خلال البطولة.

## المباريات المقامة
شهد الاستاد إقامة عدد من المباريات في عدة مناسبات وبطولات رياضية كما يلي:

### كأس العرب 2021
| التاريخ        | الوقت | الفريق 1                 | النتيجة   | الفريق 2                 | المجموعة         | عدد الحضور |
| -------------- | ----- | ------------------------ | --------- | ------------------------ | ---------------- | ---------- |
| 30 نوفمبر 2021 | 22:00 | الإمارات العربية المتحدة | 2–1       | سوريا                    | المجموعة الثانية | 4,129      |
| 3 ديسمبر 2021  | 19:00 | موريتانيا                | 0–1       | الإمارات العربية المتحدة | المجموعة الثانية | 3,316      |
| 4 ديسمبر 2021  | 19:00 | السودان                  | 0–5       | مصر                      | المجموعة الرابعة | 14,464     |
| 7 ديسمبر 2021  | 18:00 | الأردن                   | 5–1       | فلسطين                   | المجموعة الثالثة | 9,750      |
| 15 ديسمبر 2021 | 18:00 | تونس                     | 1–0       | مصر                      | نصف النهائي      | 36,427     |
| 18 ديسمبر 2021 | 13:00 | مصر                      | 0–0 (4–5) | قطر                      | المركز الثالث    | 30,978     |

### كأس العالم 2022
| التاريخ        | الوقت | الفريق 1 | النتيجة | الفريق 2       | المجموعة         | عدد الحضور |
| -------------- | ----- | -------- | ------- | -------------- | ---------------- | ---------- |
| 22 نوفمبر 2022 | 19:00 | المكسيك  | 0–0     | بولندا         | المجموعة الثالثة | 39,369     |
| 24 نوفمبر 2022 | 19:00 | البرتغال | 2-3     | غانا           | المجموعة الثامنة | 42,661     |
| 26 نوفمبر 2022 | 19:00 | فرنسا    | 2–1     | الدنمارك       | المجموعة الرابعة | 42,869     |
| 28 نوفمبر 2022 | 19:00 | البرازيل | 1–0     | سويسرا         | المجموعة السابعة | 43,649     |
| 30 نوفمبر 2022 | 22:00 | بولندا   | 0–2     | الأرجنتين      | المجموعة الثالثة | 44,089     |
| 2 ديسمبر 2022  | 22:00 | صربيا    | 2–3     | سويسرا         | المجموعة السابعة | 41,378     |
| 5 ديسمبر 2022  | 22:00 | البرازيل | 4–1     | كوريا الجنوبية | دور الـ16        | 43,847     |

## بعد كأس العالم
من المُقرر تفكيك الاستاد بعد نهائيات كأس العالم 2022. وهُناك خطط لنقل الملعب وإعادة بنائه في مالدونادو لاستضافة مباريات كأس العالم 2030.